# در انتظار این شب بوده‌ام
«در انتظار این شب بوده‌ام» (به انگلیسی: I've Been Waiting For This Night) تک‌آهنگی از هنرمند اهل لیتوانی دانی مونتل است که در سال ۲۰۱۶ میلادی منتشر شد. مونتل با این ترانه به نمایندگی از لیتوانی در مسابقهٔ آواز یوروویژن ۲۰۱۶ میلادی شرکت کرد و توانست با ۲۰۰ امتیاز در جایگاه نهم جای گیرد.

## وضعیت فروش
| جدول (۲۰۱۶)        | جایگاه |
| ------------------ | ------ |
| جدول ترانه‌های سوئد | ۴      |